# Període Kofun
El període kofun (古坟 时代, Kofun-jidai) és una era en la història del Japó que s'estén des del voltant del 250 al 538. El terme japonès kofun fa referència als túmuls funeraris que es daten a partir d'aquesta era. El període kofun segueix el període yayoi. El període kofun i el període asuka són anomenats col·lectivament com el període yamato.

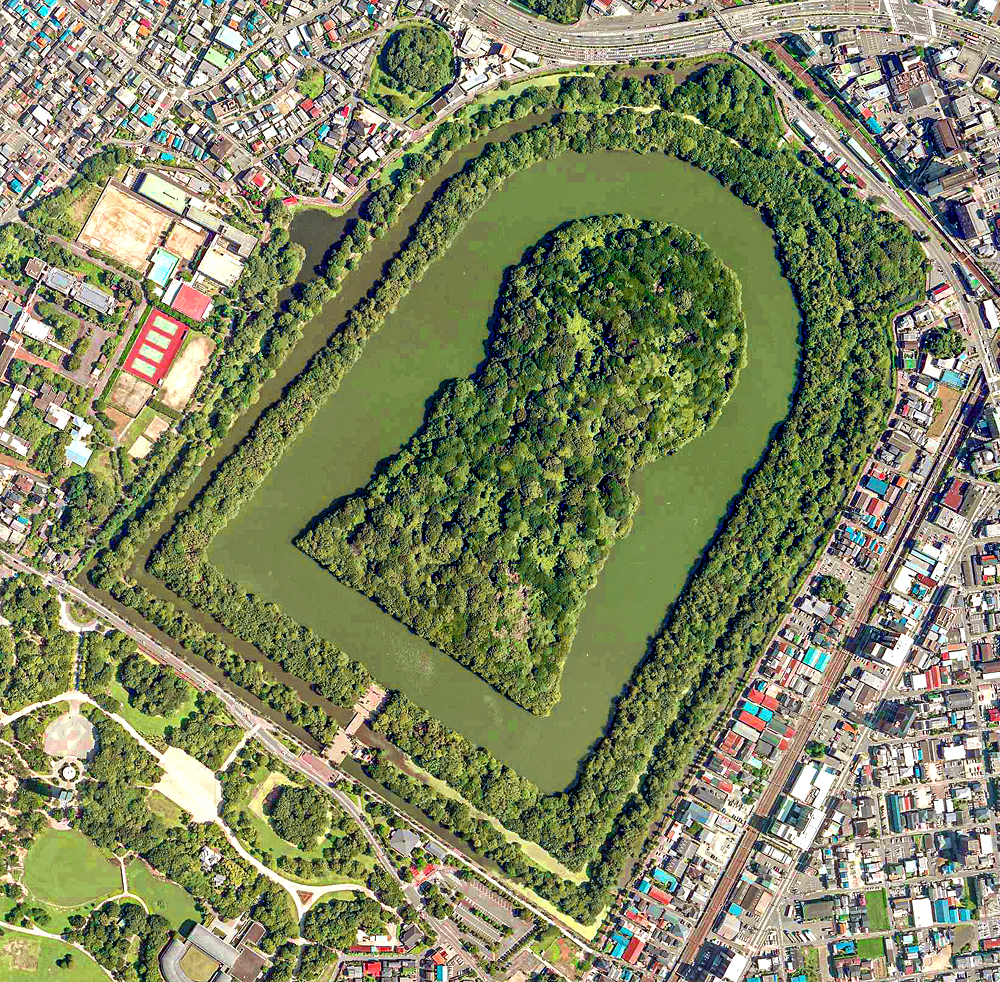
El Daisenryō-Kofun, tomba dedicada a l'emperador Nintoku (16è emperador del Japó); és la tomba més gran del Japó; va ser construïda en el i es troba a la ciutat de Sakai (Osaka)

Generalment, el període kofun es divideix a partir del període asuka per les seves diferències culturals. El període kofun és il·lustrat com una cultura que va existir abans de la introducció del budisme. Políticament, l'establiment de la cort de Yamato, i la seva extensió com a estats aliats des de Kyūshū fins Kantō, són factors claus en la definició del període.
L'expedient arqueològic, i les fonts xineses antigues, indiquen que diverses tribus i prefectures del Japó no van començar a unir-se en estats fins al 300, quan les tombes grans van començar a aparèixer, mentre que no hi havia contactes entre el Japó i la Xina occidental. Alguns descriuen el "segle misteriós" com una època de guerres fratricides i en què diverses de les prefectures van competir per l'hegemonia de Kyūshū i Honshu.